# Duże zbliżenie

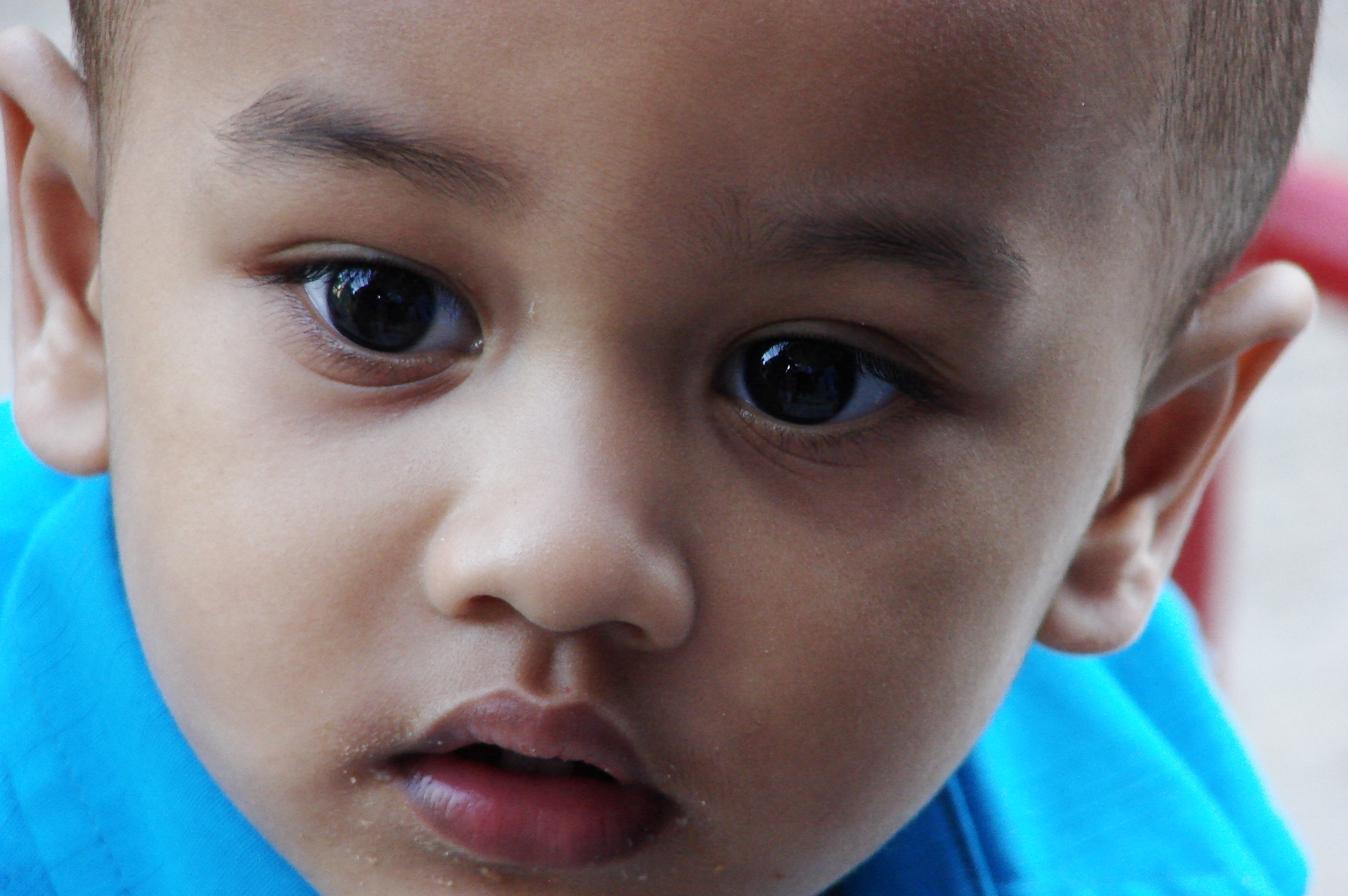
Duże zbliżenie

Duże zbliżenie (ang. extreme close-up) – jeden z bliskich planów filmowych. Twarz człowieka zajmuje całą część kadru – broda i czoło są często ucięte (według definicji: od kołnierzyka do czoła). Stan skupienia postaci i jej emocje ukazuje jeszcze bardziej szczegółowo niż zbliżenie. 
Pojęcie to może też odnosić się do fotografii.